# شعبية الكرتون
شعبية الكرتون هو برنامج رسوم متحركة كوميدي إماراتي يعالج القضايا الاجتماعية في المجتمع الإماراتي، يعرض على التليفزيون من رمضان 1427 هـ حتى 1445 هـ على قناة سما دبي من إخراج عامر كوخ سابقاً حيدر محمد حالياً وتأليف حيدر محمد. يعود المسلسل الكرتوني الإماراتي "شعبية الكرتون"، بحلقات جديدة ورؤية متجددة مع شخصيات الحي الشعبي من جنسيات ولهجات مختلفة مثل: شامبيه وأخوه بالرضاعة بومهير ومعهم عصمان وبوسليمان وسبتو وأم سليمان وبقية الكركترات، حيث تتوالى للموسم الخامس عشر دون انقطاع المواقف الطريفة والمقالب بقالب كوميدي طريف، سيستمتع بها الجمهور الذي تابع خلال السنوات الماضية هذا العمل الإماراتي المميز ذو الحكايات الطريفة التي لا تنتهي.
بعد الموسم الثاني عشر، قرر المخرج حيدر محمد بإيقاف المسلسل ليخرج بعدها مسلسل زون زيرو في رمضان 1439 هـ، وفي رمضان 1440 هـ عاد المسلسل بالموسم الثالث عشر ليكمل السلسلة الشهيرة. في رمضان 1442 هـ، أكد المخرج حيدر محمد أن الموسم الخامس عشر هو آخر مواسم شعبية الكرتون. عاد المسلسل مرة أخرى في رمضان 1443 هـ بالموسم السادس عشر، وأُعلِنَ أن المسلسل سيتوقف، وذلك لأن قرار إيقاف المسلسل كان قرار الإدارة التنفيذية لمؤسسة دبي للإعلام وليس قرار صنّاع المسلسل.

## الشخصيات
| الشخصيات         | نبذة مختصرة | المؤدي الصوتي                                                                           | أول ظهور          | آخر ظهور                                  |
| ---------------- | --- | --------------------------------------------------------------------------------------- | ----------------- | ----------------------------------------- |
| شامبيه           | بطل المسلسل | محمد بن فاضل                                                                            | الموسم الأول      |                                           |
| سبتو             | هي زوجة بو عمبر .                                                                                                 | محمد بن فاضل                                                                            | الموسم الأول      |                                           |
| بو عمبر          | هو مدير مدرسة الشعبية وهو صديق لكثير من أهالي الشعبية ويتأثر بسرعة.                                               | محمد بن فاضل                                                                            | الموسم الأول      |                                           |
| كوتي             | هو عامل الكانتين اللذي يقدم الوجبات الخفيفة والمشروبات لأهالي الشعبية.                                            | محمد بن فاضل                                                                            | الموسم الأول      |                                           |
| سبيت             | والد سبتو ولم يظهر إلا مرات بسيطة في بعض المواسم                                                                  | محمد بن فاضل                                                                            | الموسم الثالث     | اختفى وظهر مرة واحدة في الموسم السادس عشر |
| بو سليمان        | هو عماني اشتهر بخفة دمه وخوفه من أم سليمان زوجته.                                                                 | إبراهيم بن فاضل                                                                         | الموسم الأول      |                                           |
| أوغلو موغلو      | هو عامل هندي ودائماً ظهر أهالي الشعبية لضربهم.                                                                     | إبراهيم بن فاضل                                                                         | الموسم الثاني     | الموسم السابع                             |
| المفتش           | هو موظف في البلدية يوعي أهالي الشعبية بأهمية الحفاظ على أنفسهم والبيئة ولكنهم لا يستمعون له ودائماً ما يغضبون منه. | إبراهيم بن فاضل                                                                         | الموسم الثالث     | الموسم الثالث عشر                         |
| عصمان التاسع عشر | هو جد عصمان ويأتيه في الأحلام.                                                                                    | إبراهيم بن فاضل                                                                         | الموسم الأول      |                                           |
| عصمان            | هو سوداني لطيف اشتهر بسيارته من نوع (كرسيدا) بين أهالي الشعبية                                                    | إبراهيم بن فاضل (1-7، 13-الآن) مصطفى جار النبي (8-12)                                   | الموسم الأول      |                                           |
| حنفي             | هو مراهق مصري .                                                                                                   | عدنان الحميد                                                                            | الموسم الأول      |                                           |
| عمبرو            | ابن بو عمبر متأثر بالراب واللغة الإنجليزية.                                                                       | عدنان الحميد                                                                            | الموسم الأول      |                                           |
| أم سيد           | هي والدة حنفي وسيد ويساعدها أهالي الشعبية ودائماً يطلبون منها تحضير الأكلات المصرية.                               | عدنان الحميد                                                                            | الموسم الأول      |                                           |
| ماريو            | هو حلاق الشعبيه المشهور                                                                                           | عدنان الحميد                                                                            | الموسم الثاني     | الموسم الخامس                             |
| بومهير (مدحت)    | هو يحب الإبل والغنم ودائماً يشارك في سباقات الإبل ومزاينها ولديه رشاش (كلاشن) يهدد فيه من يغضبه.                   | أحمد الكعبي (1-2) أحمد الدربي (3-الآن)                                                  | الموسم الأول      |                                           |
| مهير             | طفل يحب اللعب ودائماً يتشاجر هو وأخته عفاري.                                                                       | أحمد الكعبي (2-5) عائشة الشامسي (6-الآن)                                                | الموسم الثاني     |                                           |
| دحيم             | شخصية حجازية مراهقة من جدة ويعيش مع جدته في الشعبية.                                                              | عيسى جاسم (1-2) منصور البخيت (3-11) هشام المنصوري (12-الآن)                             | الموسم الأول      |                                           |
| يمعان كنكري      | مخترع الشعبية وهو مجنون.                                                                                          | عيسى جاسم (2) عيسى بن عرب (3-6، 14-الآن)                                                | الموسم الثاني     |                                           |
| إشراقة           | زوجة عصمان. | عبدالله إسماعيل                                                                         | الموسم الثاني     |                                           |
| أم سليمان        | هي عجوزة تراقب زوجها بو سليمان عبر الأقمار الصناعية وهي إحدى مطربات الشعبية.                                      | محمد كيران (1-4) محمد أحمد (5-10) محمد الناصر (11-12) بو مهرة (13-الآن)                 | الموسم الأول      |                                           |
| طربان            | | محمد كيران (1-4) محمد أحمد (5)                                                          | الموسم الثاني     | الموسم الخامس                             |
| بوكشة            | | علي بن فاضل                                                                             | الموسم الثاني     | الموسم الخامس                             |
| أمون             | فتاة جميلة ذات شعر أصفر وهي ابنة بو عمبر.                                                                         | مريم الخطاب (1-2) أم راشد (3-4) الشيماء (5-10) ندى الزرعوني (11) رحاب المهيري (12-الآن) | الموسم الأول      |                                           |
| زينبو            | أخت شامبيه. | خالد القصار (2-6) خالد المرزوقي (7-الآن)                                                | الموسم الثاني     |                                           |
| سيد              | أخو حنفي من الأم.                                                                                                 | هادي الجمعة                                                                             | الموسم الثاني     | الموسم العاشر                             |
| عفاري            | تحب توريط أهالي الشعبية خاصًة شامبيه وتنصحهم أحياناً وهي ابنة بو مهير.                                              | مريم المنصوري                                                                           | الموسم الثالث     |                                           |
| أم مهير          | زوجة بو مهير. | مريم المنصوري                                                                           | الموسم الثالث     | الموسم الخامس عشر                         |
| كارولين          | لبنانية تعمل مذيعة ومرشدة سياحية.                                                                                 | وداد (3) رهف الطويل (4-5)                                                               | الموسم الثالث     | الموسم الخامس                             |
| عتوقة            | فتاة سريعة الغضب وتهدد الناس بالضربات القوية وهي صديقة أمون.                                                      | علي حسن أهلي                                                                            | الموسم الثالث     |                                           |
| ستو فتو          | هي امرأة حجازية وهي جدة دحيم وهي سريعة الغضب.                                                                     | هشام المنصوري                                                                           | الموسم الرابع     |                                           |
| جمياتي           | المساعدة المنزلية لستو فتو.                                                                                       | هشام المنصوري                                                                           | الموسم الرابع     | الموسم السابع                             |
| بو سعد           | شخصية سعودية كوميدية وهو زوج ستو فتو .                                                                            | هشام المنصوري (4-11) عبدالعزيز القنيعير (12-الآن)                                       | الموسم الرابع     |                                           |
| أبو محمد         | شخصية فلسطينية.                                                                                                   | عماد جاد الله                                                                           | الموسم الثاني     | الموسم الثامن                             |
| بخيت             | أخو بو مهير. | أحمد الدربي                                                                             | الموسم الرابع     | الموسم الخامس                             |
| هيكل             | هو ابن زينبو | عيسى بن عرب                                                                             | الموسم الخامس     | الموسم الخامس                             |
| خضرة             | إحدى زوجات بو عمبر                                                                                                | هدى حمدان                                                                               | الموسم السادس     | الموسم الحادي عشر                         |
| شموس             | | هدى حمدان                                                                               | الموسم السادس     | الموسم السادس                             |
| نيران            | إحدى زوجات بو عمبر                                                                                                | رشا محمد                                                                                | الموسم السادس     | الموسم الحادي عشر                         |
| جبار             | إبن بو عمبر. | رشا محمد                                                                                | الموسم السادس     | الموسم السادس                             |
| مطنش             | رجل أعمال وهو صديق بو مهير.                                                                                       | مايد الكتبي                                                                             | الموسم التاسع     |                                           |
| ريماني           | إحدى زوجات بو عمبر تعشق الإنستغرام.                                                                               | منال أحمد                                                                               | الموسم العاشر     | الموسم الثاني عشر                         |
| مزنة             | | أمل سالم                                                                                | الموسم الحادي عشر | الموسم الحادي عشر                         |
| الضابط           | | محمد الزرعوني                                                                           | الموسم الأول      |                                           |
| الشرطي           | | محمد الزرعوني                                                                           | الموسم الأول      |                                           |
| جندرا            | المساعدة المنزلية لبيت بو عمبر.                                                                                   | أحمد الدوسري                                                                            | الموسم التاسع     |                                           |
| مربوش            | مساعد مطنش. | أحمد الدوسري                                                                            | الموسم التاسع     |                                           |
| جرجير خان        | عامل في سيارة تحميل.                                                                                              | أحمد الدوسري                                                                            | الموسم العاشر     |                                           |
| بوحلوم           | بطريق. | أحمد الدوسري                                                                            | الموسم الخامس عشر |                                           |
| شاهين            | بطريق. | أحمد الدوسري                                                                            | الموسم الخامس عشر |                                           |
| تفوح             | زوجة شامبيه وأخت عتوقة.                                                                                           | أحمد مال الله                                                                           | الموسم السابع     |                                           |
| قريع             | ابن بو سعد من زوجته الثانية.                                                                                      | عبدالعزيز القنيعير                                                                      | الموسم الثاني عشر |                                           |
| فاتن             | | آمنة فهد                                                                                | الموسم الثاني عشر | الموسم الثاني عشر                         |
| علي تشاكو        | يحب الشجارات ويحمل سيوف وسكاكين.                                                                                  | خالد المرزوقي                                                                           | الموسم الخامس عشر |                                           |
| صبري             | عامل في فندق مطنش.                                                                                                | أحمد الزرعوني                                                                           | الموسم الثالث عشر |                                           |

## البرامج المستخدمة
تم استخدام عدة برامج حاسوبية لإنتاج المسلسل، منها:
- أنمي ستوديو في رسم الشخصيات وتحريكها.[بحاجة لمصدر]
- لايت ويف في تصميم الخلفيات الثلاثية الأبعاد.
- أدوبي أفتر إفكتس لدمج الشخصيات مع الخلفيات.[بحاجة لمصدر]

## وصلات خارجية
- لقاء مع محمد حيدر مؤلف شعبية الكرتون
- «شعبية الكرتون 3» تناقش قضايا اجتماعية متعددة الثقافات واللهجات نيليفة كوميدية
- المؤديين الصوتيين لشخصيات شعبية الكرتون على يوتيوب